# Ectatomma
Ectatomma is een mierengeslacht uit de onderfamilie van de Ectatomminae. De wetenschappelijke naam van het geslacht is voor het eerst geldig gepubliceerd in 1858 door Frederick Smith.
Dit geslacht komt voor in het Neotropisch gebied, vooral in Zuid-Amerika, en is er een van de meest algemene. De veel voorkomende typesoort Ectatomma tuberculatum komt tot in het Nearctisch gebied voor.
Er zijn vijftien bestaande soorten bekend. Het zijn predatoren van kleine ongewervelde dieren en aardwormen, en ze verzamelen ook honingdauw van luizen en nectar van diverse planten. De soort Ectatomma parasiticum is een sociale parasiet die in kolonies van Ectatomma tuberculatum leeft. Het is de enige bekende parasitische soort uit de onderfamilie Ectatomminae.

## Soorten[3]
- E. brunneum Smith, F., 1858
- E. confine Mayr, 1870
- E. edentatum Roger, 1863
- E. gibbum Kugler, C. & Brown, 1982
- E. goninion Kugler, C. & Brown, 1982
- E. lugens Emery, 1894
- E. muticum Mayr, 1870
- E. opaciventre (Roger, 1861)
- E. parasiticum Feitosa & Fresnau, 2008
- E. permagnum Forel, 1908
- E. planidens Borgmeier, 1939
- E. ruidum (Roger, 1860)
- E. suzanae Almeida, 1986
- E. tuberculatum (Olivier, 1792)
- E. vizottoi Almeida, 1987